# Pedro Ximénez Abril Tirado

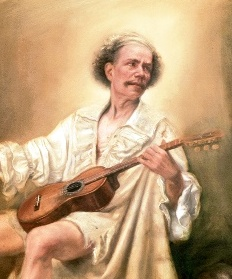
Ausschnitt aus dem Gemälde „Los ultimos años de Ximénez“ von Rafael Ramirez.

Pedro Ximénez Abril Tirado (auch Pedro Tirado, Abril Tirado oder Pedro Jiménez de Abril Tirado; * um 1786 in Arequipa, Peru; † 12. Juni 1856 in Sucre, Bolivien) war ein peruanischer Komponist.

## Leben
Pedro Ximénez Abril Tirado Eltern waren Buenaventura Ximénez und María del Carmen Abril. 1819 heiratete er Juana Bernedo. Er arbeitete in den frühen 1830er Jahren als Komponist an der Kathedrale von Lima. Auf Einladung des bolivianischen Präsidenten Andrés de Santa Cruz ging Abril Tirado nach Bolivien. 1833 wurde er Kapellmeister an der Kathedrale von La Plata. Zwischen 1831 und 1838 wurden diverse Kompositionen wie Instrumentalkonzerte und Quartette aus seiner Feder in Lima aufgeführt. Nach Cédar Viglietti soll Giuseppe Verdi Themen aus diversen Yaravis Abril Tirados in La Traviata verarbeitet haben. 1835 arbeitete er als Kapellmeister an der Kathedrale von Sucre und an der Santa Iglesia Metropolitana de las Charcas. Er unterrichtete am Colegio Junin und am Mädchenkolleg in Sucre. 1844 wurde in Paris bei Parent & S. Richault eine Sammlung von einhundert Menutten für Gitarre von Abril veröffentlicht. Er starb am 12. Juni 1856 einen plötzlichen Tod, der verhinderte, dass er die Sterbesakramente erhalten konnte. In der Kathedrale wurde ein feierliches gesungenes Requiem abgehalten. Abril Tirado war mit Juana Cáceres verheiratet.

## Werke (Auswahl)
Pedro Ximénez Abril Tirado hat wahrscheinliche um die 250 größere Kompositionen und 400 bis 600 Lieder und kleinerer Stücke hinterlassen.

### Kirchenmusik
- Fünfzig Messen und andere kirchenmusikalische Kompositionen

### Sinfonien
- Sinfonien Nr. 1 bis Nr. 6 verschollen
- Sinfonie Nr. 7 F-Dur für zwei Violinen, Viola, zwei Klarinetten, zwei Trompeten und Bass
- Sinfonia Nr. 15 für Flöte, zwei Klarinetten, zwei Hörner, zwei Violinen, Viola und Bass (Digitalisat beim IMSLP) I Adagio - Allegro II Cantable Adagio III Minue - Trio IV Rondo Allegro
- Sinfonie Nr. 16 d-moll op. 21
- Sinfonie Nr. 17 D-Dur op. 22
- Sinfonie Nr. 19 C-Dur op. 30
- Sinfonie Nr. 20 B-Dur op. 28
- Sinfonie Nr. 22 d-moll op. 29
- Sinfonie Nr. 23 G-Dur op. 33
- Sinfonie Nr. 24 Es-Dur op. 34
- Sinfonie Nr. 26 D-Dur op. 36
- Sinfonie Nr. 27 Es-Dur op. 37
- Sinfonie Nr. 28 g-moll op. 40
- Sinfonie Nr. 29 G-Dur op. 39
- Sinfonie Nr. 30 F-Dur op. 44
- Sinfonie Nr. 31 d-moll op. 54
- Sinfonie Nr. 33 D-Dur op. 62
- Sinfonie Nr. 34 C-Dur op. 63
- Sinfonie Nr. 36 C-Dur op. 65
- Sinfonie Nr. 37 F-Dur op. 66
- Sinfonie Nr. 38 D-Dur op. 74
- Sinfonie Nr. 39 C-Dur op. 75

### Instrumentalkonzerte
- Violinkonzerte
  - Concierto para violín obligado

- weitere Instrumentalkonzerte

### Kammermusik
- Quintett Nr. 7 für zwei Violinen, zwei Violas und Bass f-moll op. 24
- Quintett Nr. 5 für zwei Violinen, zwei Violas und Bass d-moll op. 37
- Quinteto concertante für zwei Violinen, zwei Violas und Violoncello op. 38, um 1820 (Digitalisat beim IMSLP) I Allegro II Adagio cantabile III rondo Allegro
- Divertimento concertante für zwei Flöten, Gitarre, zwei Violinen, Viola und Violoncello op. 43, 1825 (Digitalisat beim IMSLP) I Adagio - Allegro moderato II Tiempo de Valz III Adagio molto - Allegretto
- Divertimento concertante für zwei Violinen, zwei Violas, zwei Flöten, zwei Trompeten, Klarinette, Violoncello und Bass op. 46
- Tres Quartetos concertantes für Flöte, Violine, Viola und Violoncello op. 47 Nr. 1 d-moll Nr. 2 F-Dur Nr. 3 G-Dur
- Divertimento concertante für zwei Violinen, zwei Violas, Violoncello, Bass, Flöte, zwei Klarinetten, zwei Trompeten op. 48
- Divertimento concertante für zwei Violinen, zwei Violas, Flöte, Klarinette, Bass und zwei Trompeten op. 49
- Divertimento concertante für zwei Violinen, Viola, Bass, zwei Flöten und Gitarre op. 52
- Cuarteto Concertante für zwei Violinen, Viola und Violoncello Es-Dur op. 55
- Cuarteto Concertante für zwei Violinen, Viola und Violoncello Es-Dur op. 56
- Cuarteto Concertante für zwei Violinen, Viola und Violoncello B-Dur op. 58
- Tres Quartetos concertantes für Flöte, Violine, Viola und Violoncello op. 57 Nr. 1 F-Dur Nr. 2 D-Dur Nr. 3 G-Dur
- Divertimento concertante für Gitarre, zwei Violinen, Flöte. Viola und Violoncello op. 59
- Divertimento concertante für zwei Violinen, zwei Klarinetten, zwei Trompeten, Viola. Violoncello und Bass op. 68

- Quartette
- Menuette
- Sonate für Violine und Klavier B-Dur
- Sonate für Flöte und Klavier B-Dur
- Instrumentalstücke für Cello und Gitarre

### Lieder
- Erhalten sind zwischen 400 und 600 Lieder
  - Yaraví, Text: Juan Battista Arriaza (Digitalisat beim IMSLP) Incipit: Pobre corazón mio

### Musik für Gitarre
- 1844 veröffentlichte er in Paris eine Sammlung von 100 Menuetten für Gitarre.
- so wie Stücke für Klavier und Gitarre[2]
- Mis Pasatiempos al pie del volcán für Gitarre (Digitalisat beim IMSLP) I Andante II Rondo Allegro

## Rezeption
José Bernardo Alcedo habe Abril Tirado für das größte musikalische Talent Perus gehalten. Néstor Guestrín entdeckte Abril Tirados Musik wieder im 20. Jahrhundert. Auch der Gitarrist Benvenuto Terzi nahm Abril Tirados Menuette in seine Konzertprogramme auf. Im Juli 1985 führte der Gitarrist Octavio Santa Cruz einige seiner Menuette bei einem The Guitar in Peru betitelten Konzert am ICPNA (Instituto Cultural Peruano NorteAmericano). In der Folge beschäftigte sich der Musikwissenschaftler mit Leben und Werk Abril Tirados.
In Arequipa fand im August 2018 das erste PXAT (Pedro Ximénez Abril Tirado) - Festival statt. In diesem Rahmen wurde am 20. August 2018 der Musikwissenschaftler José Manuel Izquierdo. Königfür seine Forschungen zu Abril Tirado geehrt, der Rossini de America genannt wurde.